# Wolja Jakubowa
Wolja Jakubowa (ukrainisch Воля Якубова; russisch Воля Якубова, polnisch Jakubowa Wola) ist ein Dorf in der ukrainischen Oblast Lwiw mit etwa 300 Einwohnern (2004).

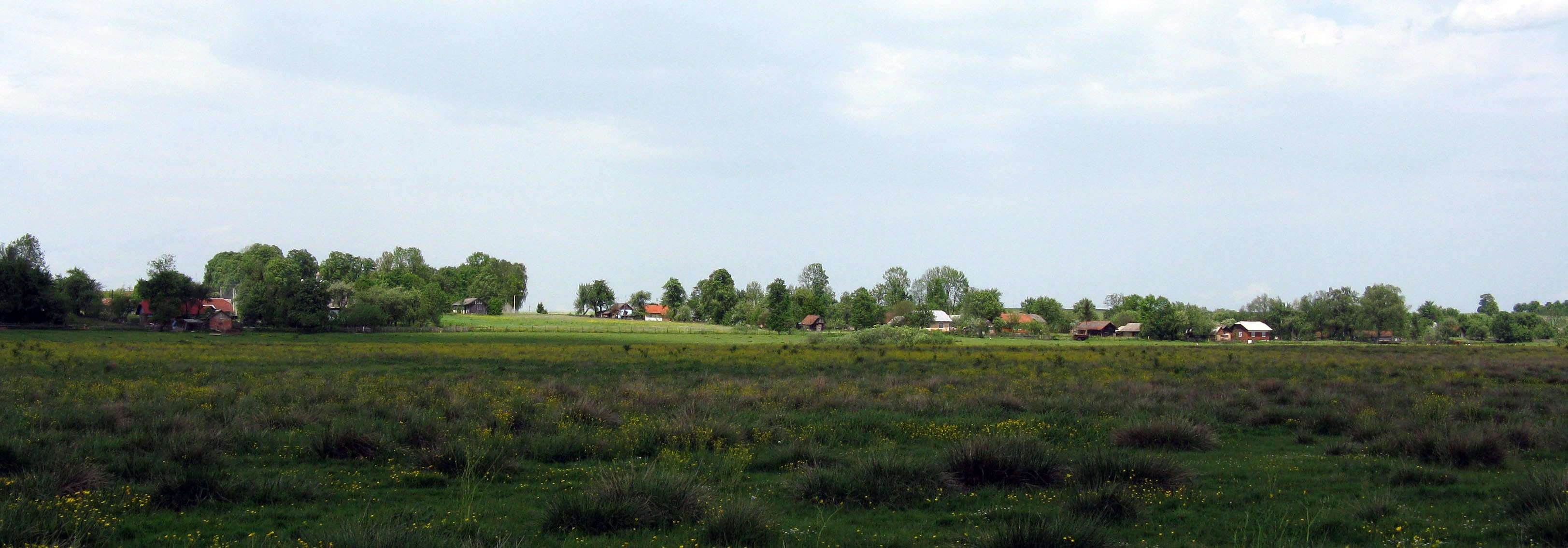
Blick auf dem Ort vom Ufer des Medweschanka

Das 1340 erstmals erwähnte Dorf wurde am 12. Juni 2020 wurde ein Teil  der neu gegründeten Stadtgemeinde Drohobytsch (Дрогобицька міська громада/Drohobyzka miska hromada), vorher bildete es eine eigene Landratsgemeinde im Norden des Rajon Drohobytsch.
Wolja Jakubowa liegt am Ufer des 21 km langen Medweschanka oder Bronzi (Медвежанка / Бронці) genannten Flüsschens 9 km nördlich vom Rajonzentrum Drohobytsch und etwa 75 km südwestlich von der Oblasthauptstadt Lwiw.

## Persönlichkeiten
- Andrij Melnyk (1890–1964), ukrainischer Offizier und Politiker, hier geboren